# C More Film
C More Film est une chaîne de télévision lancée en 2005 en commun par Cablecom et SBS Broadcasting S.A..

## Concept
C More Film diffusait chaque soir un film différent à 20h00, 21h00 et 22h00. Chaque film était diffusé en version originale et sans publicité. Le choix des sous-titres était possible dans les langues officielles de la Suisse, à savoir le français, l'allemand ou l'italien.
Les films diffusés étaient des films à succès hollywoodiens des grands studios, des productions européennes, ou des films d'auteurs. 
La chaîne cesse sa diffusion en 2006.

## Abonnement
C More Film était une option coûtant 10 CHF par mois et n'était accessible que sur l'offre digitale de Cablecom.